# سلمکی
سَلمَکی، رَپَد یا آتریپلکس (به انگلیسی: Atriplex Spp)، گیاهی همیشه‌سبز است از تیرهٔ تاج‌خروسان (Amaranthaceae) و زیرتیرهٔ چغندران (Chenopodioideae).
این گیاه در گروه گیاهان شوره‌زی می‌باشد؛ و می‌شود از آب دریا برای آبیاری آن استفاده کرد. چنانچه بدان توجه کافی شود، می‌تواند در فصل تابستان و پاییز نیز، که بیشتر گیاهان از بین می‌روند، پروتئین زیاد و علوفۀ آبداری تولید نماید. گاهی، مقدار ویتامین A این گیاه در یک گرم، حتی به بیش از ۳۵ میلی‌گرم نیز می‌رسد.
ریشه‌های این گیاه، راست و عمیق است، به گونه‌ای که گاهی نیز به عمق چهار متر می‌رسد. شاخ و برگ این گیاه، با گسترش زیادی که دارد به صورت درختچه‌ درآمده و مانع جریان آب در آن می‌شود.
چون شاخ و برگ این گیاه زیاد بزرگ می‌شود، به همین جهت بایستی شاخه‌های اضافی جهت تعلیف چیده شوند.
برای مناطقی که دارای خاک‌های شور هستند و در حدود ۲۰۰ میلی‌متر در سال، بارندگی دارند، بازکاشت نهال‌های ۳ تا ۴ ماهه آن امکان‌پذیر می‌باشد. پس این گیاهان، گیاهانی کارآ برای بیابان زدایی می‌باشند. گیاهی است در برابر سرما و گرما مقاوم و حرارت‌های بین ۱۵ تا ۴۰ درجه سانتی‌گراد را تحمل می‌کند و در بیشتر نقاط ایران، به صورت محدود وجود دارد.
گونه‌هایی از این گیاه، به نام‌های A.Halimus ،A.Leucoclada و A.Canescens مورد تغذیۀ شتر قرار می‌گیرند.

## طرح کاشت در اطراف دریاچه ارومیه
کاربرد گونه‌های شورپسند با سامانه‌های ریشه‌های عمیق، اهمیت ویژه‌ای در مورد حفاظت از خاک‌های شور دارد زیرا گیاهان به‌طور ذاتی در محیط‌هایی با تنش‌های شوری و سدیمی حضور دارند و به تنش‌هایی دیگر از جمله خشکی نیز بردبار هستند. این گیاهان به ویژه آتریپلکس و سالیکورنیا از گونه‌های غالب در مناطق خشک و نیمه خشک با شوری بالا هستند که منبعی برای تغذیه دام و تجدید اراضی فرسوده مانند تپه‌های شنی، خاک‌های شور- آهکی، کم عمق و… به‌شمار می‌روند. در یک طرح پیشنهادی سعی می‌شود که با موافقت سازمان جنگل‌ها و مراکز آبخیز داری در ۳۰ هکتار از اراضی ارومیه سه گونۀ آتریپلکس بومی و هفت گونۀ غیر بومی سالیکورنیا کاشته شود و طی یک بازۀ زمانی عملکرد آن ارزیابی شده و نتایج نهایی آن برای اقدامات بعدی مورد ارزیابی قرار گیرد.

## نگارخانه

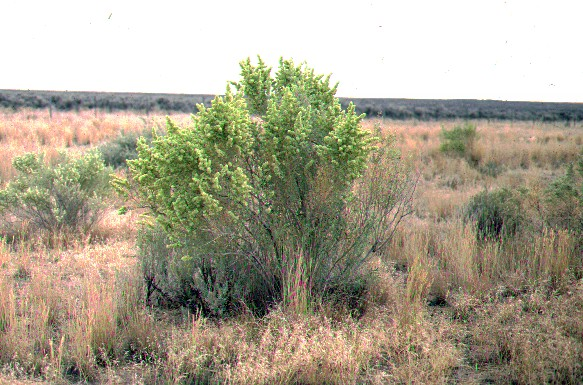
گیاه A.Canescens